# Гангардты
Гангардты — российский дворянский род.

## Происхождение и история рода
Род внесён в VI часть дворянской родословной книги Курской губернии.
Вероятным родоначальником рода является врач Иоганн Балтазар Гангардт, родившийся в швейцарском Винтертуре в 1704 году; служил в России и умер в Санкт-Петербурге в 1739 году. 
В 1811 году помещики Обоянского уезда, братья Иван и Егор Ивановичи Гангардты, были внесены в VI часть дворянской родословной книги Курской губернии. При этом маршал дворянства Полоцкого повета выдал им свидетельство о том, что они являются действительно природными дворянами Белорусско-Литовской губернии. Сын первого, Егор Иванович, в 1835 году был внесён в III часть дворянской родословной книги Тульской губернии. Сын второго, Николай Егорович, определением Курского дворянского депутатского собрания был внесён с потомством в III часть дворянской родословной книги Курской губернии и утверждён в потомственном дворянстве указом Правительствующего сената от 4 ноября 1849 года — одновременно с братом, Иваном Егоровичем (1809—1875), впоследствии ставшим генерал-лейтенантом. У последнего было несколько сыновей, в их числе: генерал-майор Дмитрий Иванович Гангардт (1841 — после 1903), полковник Платон Иванович Гангардт (1843—1897), генерал-майор Иван Иванович Гангардт (1844 — после 1900), Николай Иванович Гангардт (1847—1893).

## Известные представители
- Гангардт, Егор Иванович (1774—) — штабс-капитан, участник русско-турецкой войны (1806—1812)
- Гангардт, Иван Егорович (1808—1875) — русский генерал-лейтенант,
- Гангардт, Егор Егорович (1812—1882) — бессарабский губернатор
- Гангардт, Дмитрий Иванович (1841—1903) — генерал-майор
- Гангардт, Платон Иванович (1843—1897) — полковник
- Гангардт, Иван Иванович (1844 — после 1900) — генерал-майор
- Гангардт, Николай Иванович (1847—1893) — русский жандармский полковник, начальник Казанского губернского жандармского управления